# Johann Christian Kayser
Johann Christian Kayser (* 13. Mai 1750 in Ohorn; † 8. August 1813 in Dresden) war ein sächsischer Orgelbauer.

## Leben
Bevor sich Kayser 1776 mit einer eigenen Werkstatt in Dresden niederließ, lernte er sein Handwerk bei den Gebrüdern Pfützner in Pulsnitz, dann bei seinem Verwandten Andreas Kayser und zuletzt bei Johann Gottlieb Mauer in Leipzig. Kayser hatte zwei Söhne, die auch als Orgelbauer in Dresden wirkten: Friedrich Traugott (1777–1824?) und Carl August (1785–1824).

## Werkliste (Auszug)
| Jahr      | Ort                | Kirche                 | Bild | Manuale | Register | Bemerkungen |
| --------- | ------------------ | ---------------------- | ---- | ------- | -------- | --- |
| 1780      | Dresden            | Waisenhauskirche       |      | I/P     | 11       | nicht erhalten |
| 1780      | Dresden            | alte Garnisonskirche   |      | I/P     | 13       | nach Stadtbrand in Bischofswerda 1813 an die dortige Stadtkirche verschenkt und dort 1818 für den Orgelneubau durch Johann Gottfried Miersch in Zahlung gegeben |
| 1781      | Stadt Wehlen       | Stadtkirche            |      | II/P    | 17       | Orgel nicht erhalten → Orgel |
| 1782–1783 | Dresden            | Annenkirche            |      | II/P    | 24       | nicht erhalten |
| 1789      | Lohmen             | Kirche Lohmen          |      | II/P    | 18       | Überarbeitung durch Schmeisser 1938, Restaurierung 1964 und 2008 durch Hermann Eule Orgelbau Bautzen                                                            |
| nach 1789 | Doberlug-Kirchhain | Kloster Dobrilugk      |      | II/P    | 14       | |
| 1789–1793 | Höckendorf         | Pfarrkirche            |      | II/P    | 23       | nach Entwurf von Adam Gottfried Oehme → Orgel |
| 1790      | Olbernhau          | Stadtkirche            |      | II/P    | 20       | 3. Orgel in der Stadtkirche |
| 1794–1797 | Glashütte          | St. Wolfgangskirche    |      | II/P    | 18       | |
| 1800      | Lichtenberg        | Pfarrkirche            |      | II/P    | 20       | |
| 1803      | Dorfchemnitz       | Pfarrkirche            |      | II/P    | 19       | erhalten |
| 1805      | Röhrsdorf (Dohna)  | Pfarrkirche            |      |         |          | 1890 durch Friedrich Hermann Lütkemüller nach Blumenthal umgesetzt; erhalten                                                                                    |
| 1806      | Tharandt           | Bergkirche             |      | II/P    | 15       | Prospekt erhalten; heutiges Werk 1969 von Wilhelm Rühle gebaut heute II/P/18                                                                                    |
| 1810      | Meißen             | Frauenkirche           |      | II/P    |          | Umbau; 11 Register wurden 1929/1930 in den Neubau von Jehmlich übernommen                                                                                       |
| 1814      | Lommatzsch         | Stadtkirche St. Wenzel |      | II/P    | 30       | fertiggestellt durch seine Söhne, 1931 Umbau durch Hermann Eule Orgelbau Bautzen mit neuem Prospekt und Änderung der Disposition                                |